# Schloss Val

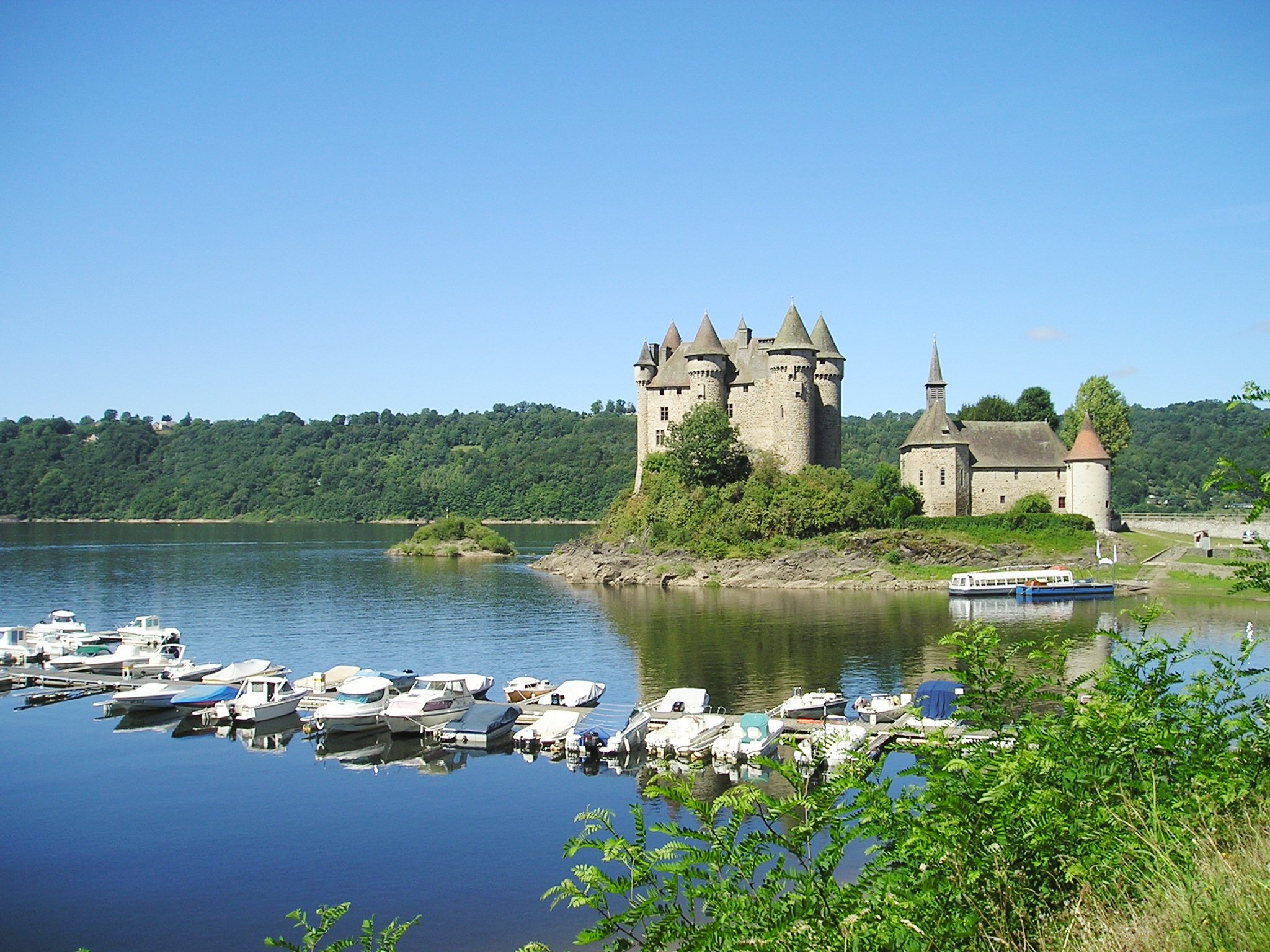
Das Schloss Val von Osten

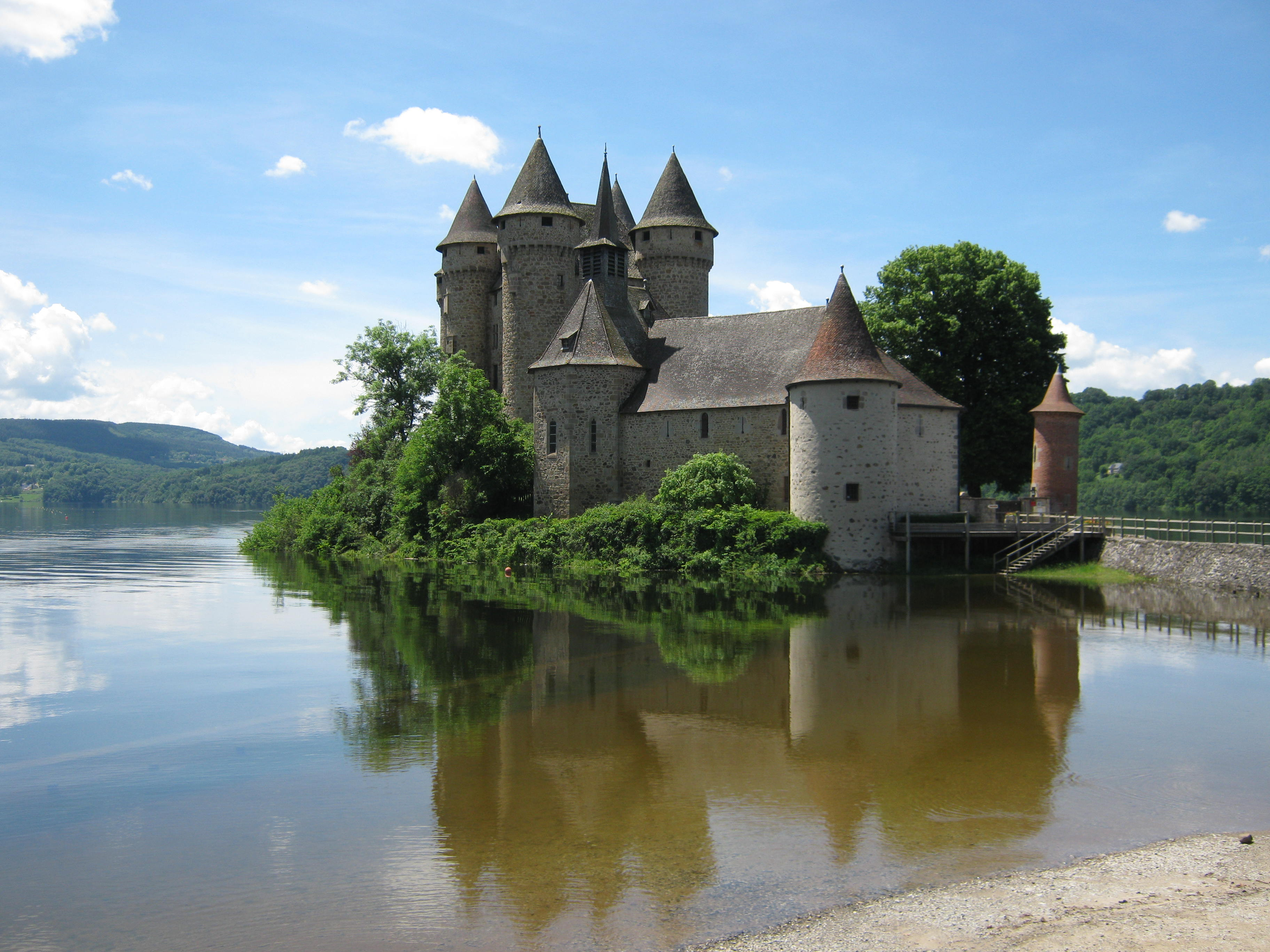
Schloss Val mit St. Blaise Kapelle. Aufnahme aus Nord-Osten

Das Schloss Val (französisch Château de Val) steht in der französischen Gemeinde Lanobre des Kantons Ydes, der eine Untergliederung des Arrondissements Mauriac im Département Cantal in der Region Auvergne-Rhône-Alpes ist.
Das Schloss steht seit September 1946 als Monument historique unter Denkmalschutz. Die dazugehörige Schlosskapelle wurde im September 1961 in die Denkmalliste aufgenommen.

## Beschreibung
Das Schloss, das einst das Tal der Dordogne von einem Felsvorsprung aus beherrschte, steht seit 1952 auf einer Landzunge, die in den Stausee Barrage de Bort-les-Orgues hineinragt. Nur bei niedrigem Wasserstand ist der ursprüngliche Charakter des Schlosses noch zu erahnen. Der mehrstöckige Bau ist von fünf etwa gleich dicken und einem dünneren, jeweils mit Auskragungen und Kegeldächern versehenen Türmen umgeben. Die einzelnen Etagen sind durch eine Wendeltreppe in der Vorhalle verbunden. Ursprünglich war der Innenhof dachlos. Der erste Stock besteht aus drei großen Räumen mit verzierten Kaminen aus der Mitte des 19. Jahrhunderts und diversem Mobiliar. Im zweiten Stock findet alljährlich eine Kunstausstellung mit Werken von Malern statt, die meist aus der Region stammen. Vom Wehrgang im obersten Stockwerk sind die kunstvoll gearbeiteten Dachstühle der Türme zu sehen.
Dem Schloss vorgebaut ist eine gotische Kapelle mit Dachreiter und einem Rundturm, die Sankt Blasius geweiht ist. Über dem Tor ist ein Flachrelief des Wappens der Familie d’Estaing angebracht.

## Geschichte
Die ursprüngliche Burg Val war die Hauptresidenz der Familie Thynières (auch Tinières geschrieben). Sie wurde von Guillaume de Thynières an Guillot d’Estaing verkauft, der 1440 das heutige Schloss auf den Grundmauern der ursprünglichen Anlage erbauen ließ. Über die Jahrhunderte hin verkam das Schloss und wurde Mitte des 20. Jahrhunderts durch den Stausee zu einer Art Wasserschloss, das 1953 in den Besitz der Stadt Bort-les-Orgues überging.
1960 wurde dort der Film Mein Schwert für den König (Le capitan) unter der Regie von André Hunebelle gedreht.